# Alison Sheppard
Alison Sheppard (Glasgow, Reino Unido, 5 de noviembre de 1972) es una nadadora británica retirada especializada en pruebas de estilo libre media y corta distancia, donde consiguió ser subcampeona mundial en 2001 en los 4 x 100 metros estilo libre.

## Carrera deportiva
En el Campeonato Mundial de Natación de 2001 celebrado en Fukuoka ganó la medalla de plata en los relevos de 4 x 100 metros estilo libre, con un tiempo de 3:40.80 segundos, tras Alemania (oro con 3:39.58 segundos) y empatada con Estados Unidos.